# 塞米奇
塞米奇（發音：[ˈseːmitʃ],:14），是斯洛維尼亞東南部塞米奇市镇内的一個聚居地及其行政中心。

## 歷史
該聚居地在13世紀首次被提及，當時白卡尼奧拉一直到[[庫帕河］］被斯洛維尼亞和德國農民墾殖。其地名來自塞米奇城堡，它曾經矗立在聚居地上方的一座小山上。塞米奇教區教堂是獻給聖斯蒂芬，屬於天主教新梅斯托教區。它最早是在可追溯到1228年的書面資料中提到的。

## 外部連結
- 塞米奇市镇官方网站 （页面存档备份，存于） （斯洛文尼亚文）
- Semič at Geopedia （页面存档备份，存于）